# وله تلوکا
وله تلوکا (به انگلیسی: Velhe taluka) یک منطقهٔ مسکونی در هند است که در Pune district واقع شده‌است.